# Dubbele romp

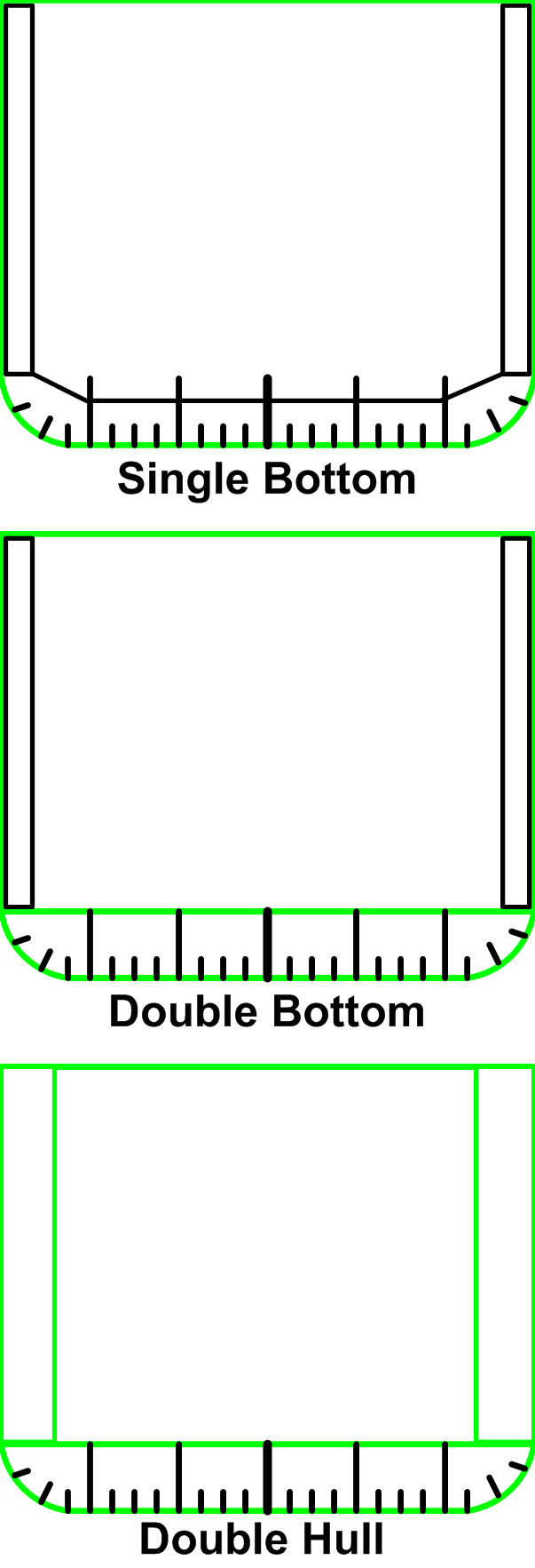
Dwarsdoorsnede van een enkele romp, Dubbele bodem en dubbele romp schip. Groene lijnen zijn waterdicht; zwart gedeelte is niet waterdicht.

Een dubbele romp is een scheepsontwerp dat onder meer gebruikt wordt bij een tanker, voor het vergroten van de structurele integriteit en het minimaliseren van lekken en vervuiling. Het is een verbetering op de toen bestaande enkele romp en dubbele bodem. Het ontwerp bestaat uit twee volledige lagen die beide waterdicht zijn, met tussen de 2 lagen een open ruimte met verstevigingen die bedoeld zijn om een barrière te vormen tussen de cargo en het zeewater in het geval van schade en lekken.

## Geschiedenis
De invoering van dubbele romp tankers is gekomen door de Oil Pollution Act van 1990, opgesteld door de Verenigde Staten, als direct gevolg van de ramp met de Exxon Valdez . De OPA 90 vereist dat alle tankers die in de EEZ (exclusieve economische zone) van de Verenigde Staten komen een dubbele romp hebben. De IMO (Internationale Maritieme Organisatie) heeft twee jaar later gevolgd met hun eigen aanpassingen door het in gebruik nemen van regels 13 F en G van Annex I van de Marpol Conventie 1973/78 (MARPOL 73/78), later hernoemd tot MarPol I - Hoofdstuk IV regel 19 en 20.

## Bestaande schepen
De huidige bestaande schepen zonder een dubbele romp worden uitgefaseerd volgens de voorschriften van MarPol annex I regel 20, en er worden geen nieuwe schepen van dit type nog gemaakt.